# 河原武敏
河原武敏（かわはらたけとし、1931年3月24日　- 2013年4月25日）は、日本の造園教育者。庭園研究者。第5代日本庭園学会会長 (2000年-2003年)。

## 主な経歴
東京生まれ。1953年(昭和28) 3月 東京農業大学農学部緑地学科(現・地域環境科学部造園科学科)卒業。大学時代は特待生で総代。1953年(昭和28) 6月東京都建設局に採用。造園技術者としての活躍を開始。同年日本造園学会に入会し学会活動も開始。
1976年(昭和51) 3月に東京都を依願退職し、同年4月に東京農業大学農学部造園学科助教授就任。江山正美の後任として造園計画学第1研究室 主任(後の庭開学・造園学原論研究室、現ガーデンデザイン研究室)を経て庭園学・造園学原論研究室主任、庭園史・近代造園史の授業科目、実務経験を活かした「庭園学及び演習」などの設計演習等を担当。1995年(平成7)4月 東京農業大学短期大学部環境緑地地学科助教授、1996年(平成8) 4月 造園学科教授に就任し、緑地計画学研究室主任、綠地計画学・公關需・庭園緑地計画学演習等担当。2001年(平成13) 3月に東京農業大学定年退職。2006年(平成18)5月に日本公園緑地協会北村賞受賞。2008年(平成20) 5月に日本造園学会上原敬二賞受賞。
都庁在職中の主な仕事は都立公園、墓園、文化財庭園の計画・設計・監督 等工事件数474「公園設計の手引き」「公園施設構造基準」など造園建設技術関係の手引き・構造図集・基準などの作成件数 13、ほか。 設計、工事担当した文化財庭園の各種施設 も数多く、後の大学時代以降の研究・教育の礎となったという。
1996年、日本庭園に関する専門的研究として平安・鎌倉期の庭園に関し絵巻物や文学に表現された内容を長年にわたり調査考察してまとめた「平安時代の庭園植物に関する研究」により博士(農学)。一方で中国庭園に関する造園学分野の研究者としても後年第一人者として知られ、中国庭園研究で北京林業大学や上海同済大学で招待講演の他日本庭園学会、日本造園学会他と造園関連雑誌等にも数多くの論文・記事を公表。

## 代表的著書
- 庭づくり入門（祥伝社）[5]
- 小庭園のつくり方 (1972 永岡書店)
- 造園工事技術者試験標準テキスト(1979)
- 中国庭園の技法(1985)
- 名園の見どころ（1992.7. 増補1996）[6][7][8]
- 平安鎌倉時代の庭園植栽(1999) [9]
- 日本庭園の伝統施設 鑑賞と技法の基礎知識（2001年）[10]

翻訳
- 説園 / 陳従周著（佐藤昌と共訳.日本造園修景協会・東洋造園研究会） [1986 [11]]